# Cyber (comics)
Pour les articles homonymes, voir Cyber.
Cyber est un super-vilain appartenant à l'univers de Marvel Comics. C'est un ennemi de Wolverine créé par Peter David et Sam Kieth dans Marvel Comics Presents #88, en septembre 1991.

## Origine

### Au siècle dernier
Silas Burr est né vers 1870. Il est apparemment de nationalité américaine et a travaillé pour une agence de détectives dans laquelle il officiait comme homme de main. Il fut condamné à la pendaison pour de nombreux meurtres commis dans l'Iowa mais fut libéré discrètement par Victor Creed et exfiltré au Canada où il fut enrôlé dans l'armée pour ses capacités exceptionnelles. On sait aussi qu'avant cela, il est allé à l'université, qu'il avait une femme et qu'il a divorcé.
Silas Burr était le commandant de l'unité spéciale dans laquelle se trouvait Logan (Wolverine) et Victor (Dents de Sabre) lors de la Première Guerre mondiale. Ils formèrent à eux trois la force de combat la plus meurtrière de la planète. Cependant, ils eurent un contentieux quand Burr tua Janet, la fille avec laquelle Logan sortait à l'époque et l'unité fut dissoute. 
Il est le seul ennemi dont Wolverine ait vraiment eu peur.
Burr fut impliqué dans la Seconde Guerre mondiale, où il présenta Logan (qui ne se souvenait pas de lui) à Nick Fury et Captain America.

### À l'époque actuelle On ne sait comment, Cyber eut la peau remplacée par une couche d'adamantium(Romulus est lié à cette modification). Il rencontra aussiDaken, le fils caché de Wolverine et l'entraîna personnellement au combat dans uncamp militaire.
Il devint par la suite un mercenaire le plus craint de la planête. Même les autres mutants le redouté. Au cours d'un de ses contrats, il dût affronter son ancien partenaire, Wolverine. C'est dans cet affrontement que Cyber perdit un œil.
On lui greffa un œil cybernétique qui améliora considérablement sa vue.
Il fut par la suite employé par une secte pour retrouver une gemme d'infinité mais fut stoppé par Wolverine.
Plus tard, il retrouva la trace de Wolverine à Édimbourg en Écosse, et cassa trois de ses griffes (à ce moment, l'adamantium avait été extrait du corps de Wolverine par Magnéto).
Il y a quelque temps, Cyber fut libéré par les Dark Riders à la solde de Genesis. Mais sa liberté fut de courte durée, car ils avaient pour mission de lui arracher son adamantium à l'aide de scarabées techno-organiques. Silas Burr fut dévoré vivant.

### Le retour
Pourtant, Burr réussit à survivre sous sa forme astrale. Il investit le corps d'un jeune mutant à la force colossale nommé Milo Gunderson. Il vola une cargaison d'adamantium en Europe et s'offrit les services du Bricoleur pour récupérer une carapace corporelle.
Il affronta Daken et Wolverine qui, finalement, s'allia à lui pour retrouver la piste de son fils. Milo souffrait d'un problème cardiaque et Cyber, qui occupait son corps, ne put vaincre Logan. Wolverine l'emmena chez le Bricoleur pour le sauver et récupérer des informations. Il s'avéra que le Bricoleur lui avait, à la demande de Logan, implanté un pacemaker en carbonadium, une matière radioactive destinée à le tuer à petit feu.
On revit Cyber en Afrique. Il fut piégé par Wolverine une fois de plus, qui se laissa capturer. Puis Cyber et Daken partirent pour le Canada, où le jeune homme révéla son plan. Il lui fit avoir un infarctus et le laissa mourir.

## Pouvoirs
- Par un procédé inconnu, Cyber a eu le corps entièrement recouvert d'adamantium à l’exception de sa tête. Son corps est donc indestructible.
- Ses mains étaient équipées chacune de griffes rétractables en guise d'ongles. Elles étaient enduites d'un poison extrêmement virulent.
- Burr a un gabarit très impressionnant, le rendant extrêmement intimidant. Il mesure plus de 2 m et pèse environ 150 kg. Il a déjà tenu tête simultanément à Wolverine et Daken. C'est un combattant incroyablement impitoyable qui insuffle la peur chez ses adversaires.
- Il possède une force surhumaine qui est même supérieure à celle de Dents de Sabre. Sa force surréaliste combinée à son corps recouverts d'adamantium confère à ses coups une puissance d'impact dévastatrice. Il a, par exemple, mis K.O Le Fauve d'un seul coup de poing.
- Silas est un ancien soldat d’élite de très haut niveau ayant des compétences hors normes en combat au corps à corps faisant de lui un des combattants les plus effrayants du MU. Il est d'ailleurs l'un des seuls personnages de l'Univers Marvel à avoir battu Wolverine en combat singulier.
- Cyber possède un facteur de guérison incroyablement développé qui lui permet de cicatriser très vite et de vieillir très lentement. En revanche, il est inférieur à celui de Wolverine ou Dents-de-Sabre. Cyber mettra plusieurs heures pour guérir de blessures normalement mortelles pour un être humain ordinaire. Ce pouvoir semble être la cause qui lui a permis de se faire recouvrir le corps d'adamantium sans en mourir. Son facteur guérisseur retarde aussi beaucoup son vieillissement. Il a l'apparence d'un homme de 35 ans alors qu'en réalité il a plus de 146 ans.
- Wolverine dit de lui qu'il est sans conteste l'adversaire le plus terrifiant qu'il ait affronté, à tel point que l'illustre X-Men avouera que Cyber est la seule personne lui ayant fait ressentir de la peur.